# Al-Kurijja
Al-Kurijja (arab. القورية) – miasto w Syrii, w muhafazie Dajr az-Zaur. W 2004 roku liczyło 28 172 mieszkańców.